# 里尼奥拜谢涅
里尼奥拜谢涅，是匈牙利绍莫吉州所辖的一个村。总面积28.63平方公里，总人口162，人口密度5.7人/平方公里（2011年1月1日）。